# Operation Corkscrew
Operation Corkscrew var under andra världskriget en allierad invasion av den italienska ön Pantelleria, belägen i Medelhavet mellan Tunisien och Sicilien, den 10 juni 1943. Efter ett tio dagar långt bombardemang gav den italienska garnisonen upp när brittiskt infanteri landsteg på ön. Garnisonerna på de två närliggande öarna Linosa och Lampedusa föll också snabbt, vilket röjde väg för invasionen av Sicilien, Operation Husky, en månad senare.